# Baldur Schönfelder

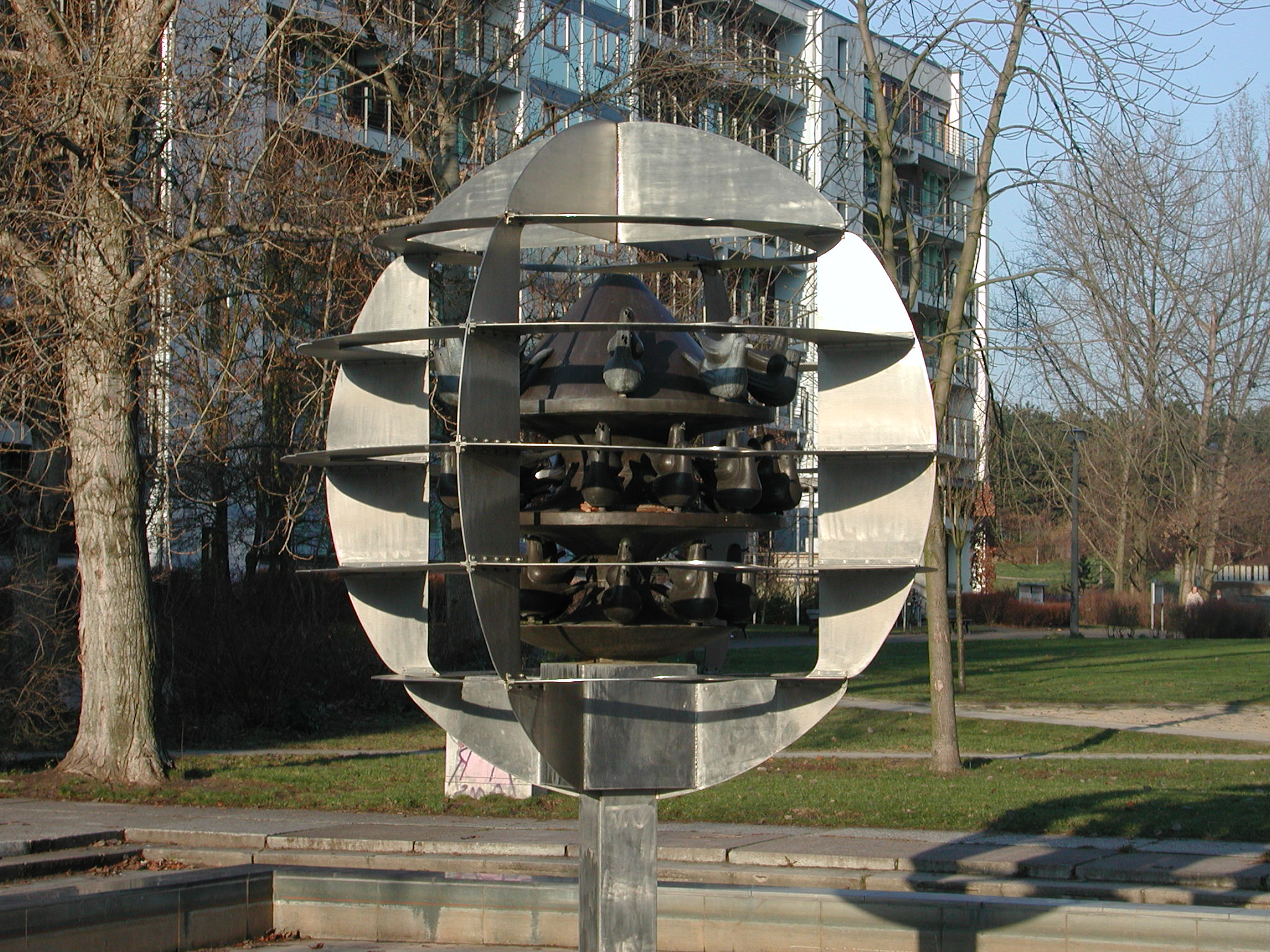
Vogelbrunnen, Werk von Schönfelder, 1981 eingeweiht (Foto: 2011)

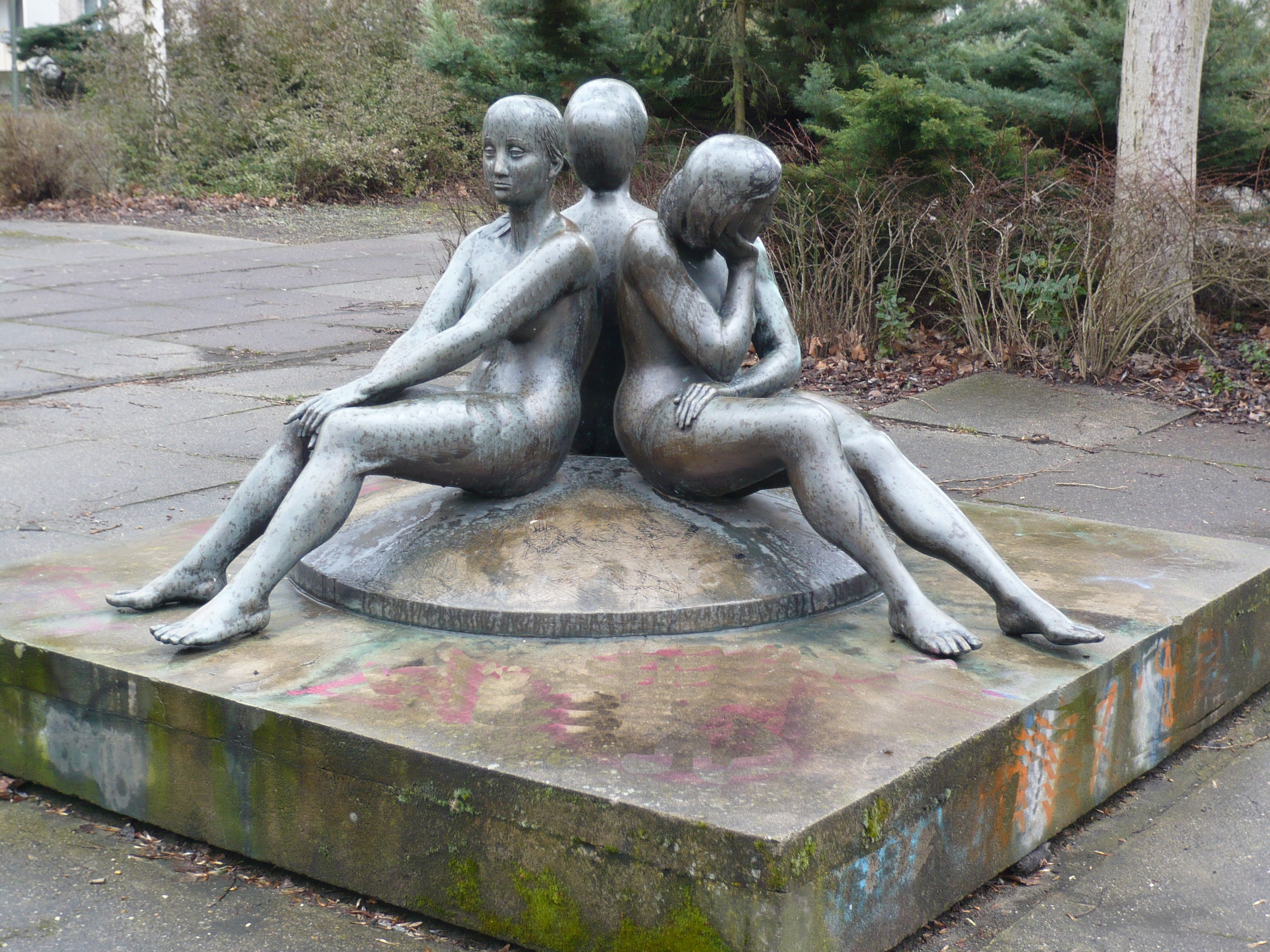
Drei Grazien (Foto: 2009)

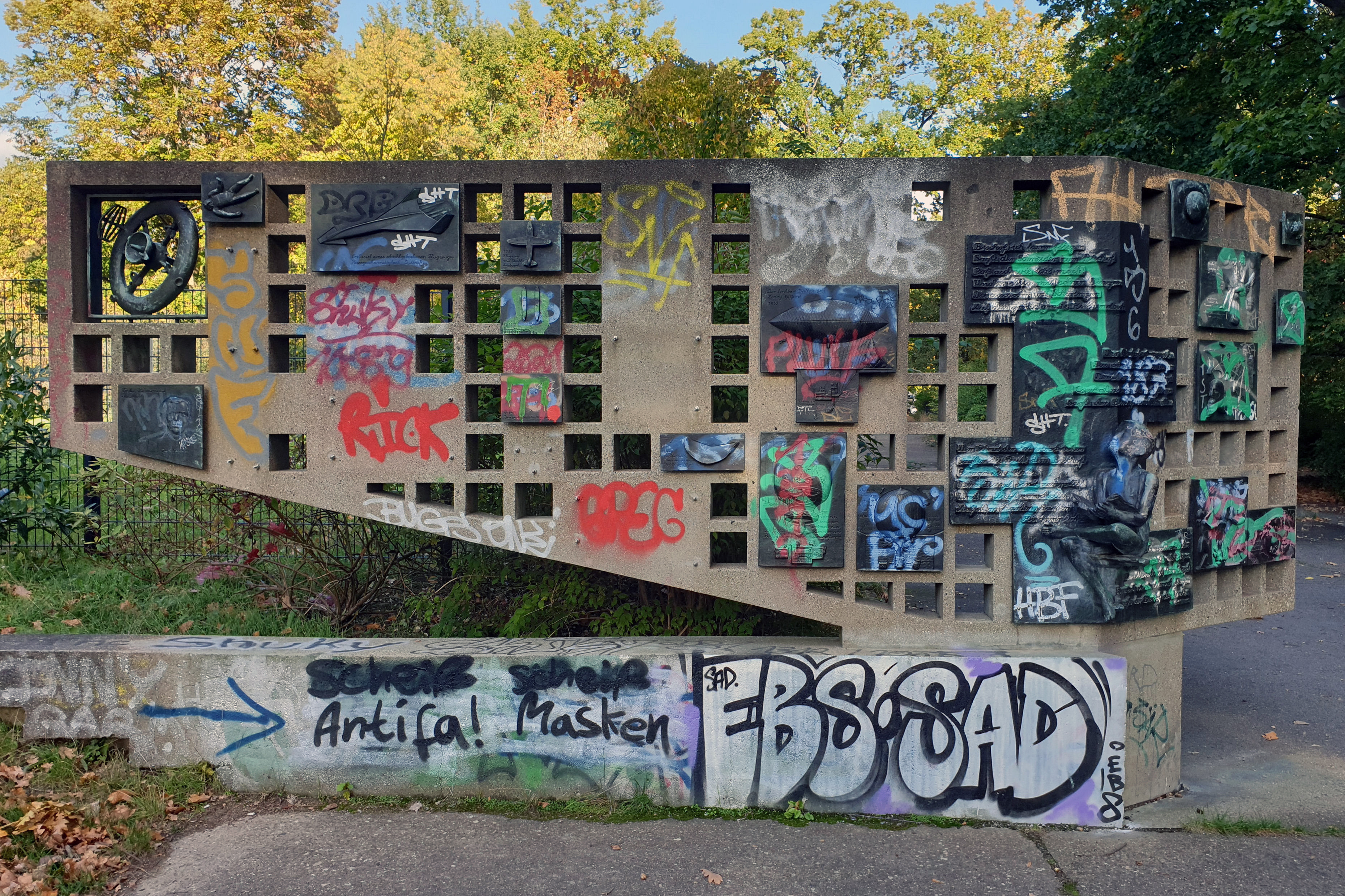
Der Mensch fliege (1968), Berlin

Baldur Schönfelder (* 1934 in Hasenthal) ist ein deutscher Bildhauer.

## Leben
Nach dem Schulbesuch absolvierte Schönfelder (nicht zu verwechseln mit dem naiven Thüringer Maler gleichen Namens * 1935 † 2022) von 1949 bis 1951 an der Wallendorfer Porzellanmanufaktur in Lichte eine Lehre zum Keramikmodelleur, nach deren Abschluss er bis 1952 in der Staatlichen Porzellanmanufaktur Meißen arbeitete. Von 1953 bis 1954 arbeitete er in Weißwasser in der Werkstatt von Friedrich Bundtzen, und von 1954 bis 1955 war er Assistent von Will Lammert an der Berliner Akademie der Künste. Dann studierte er bis 1960 bei Heinrich Drake, Waldemar Grzimek und Walter Howard an der Hochschule für Bildende und Angewandte Kunst in Berlin-Weißensee. Bei Grzimek war er Meisterschüler.
Seit 1962 betrieb er ein eigenes Atelier und führte bis 1970 vor allem baubezogene Auftragsarbeiten für den Magistrat von Berlin aus. Von 1979 bis 1981 unterrichtete er an der Humboldt-Universität und seit 1985 war er auch Honorarprofessor an der Weißenseer Kunsthochschule. Schönfelder hatte in der DDR eine große Anzahl von Einzelausstellungen und Ausstellungsbeteiligungen, u. a. von 1972 bis 1988 an der VII. bis X. Kunstausstellung der DDR in Dresden.
Werke Schönfelder befinden sich u. a. in der Nationalgalerie Berlin, in der Kunstsammlung der Berliner Volksbank, im Brandenburgischen Landesmuseum für moderne Kunst (vormals Museum Junge Kunst, Frankfurt/Oder) und im Kunstmuseum Kloster Unser Lieben Frauen, Magdeburg.

## Werke (Auswahl)
Die Kuratoren im Museum Junge Kunst formulieren das Credo von Schönfelder wie folgt: „Die Anwesenheit des Menschen in Gestalt seiner Abwesenheit“.
- 1963: Weiblicher Akt
- 1969: Der Mensch fliegt (Reliefwand, Bronze, 1969; Berlin, Schule an der Strauchwiese, Mendelstraße 54)[3]
- 1975: Volkstümliches Instrument[2]
- 1976: Vogelbrunnen, Kupfertreibarbeit und Stahl, 1981 aufgestellt in Berlin-Fennpfuhl[4]
- 1979: Verhüllter Torso[2]
- 1981: Nike I (Büste, Zinn, legiert)[5]
- 1983: Drei Grazien, Bronzegruppe, Standort Kniprodestraße/Hanns-Eisler-Straße in Berlin-Prenzlauer Berg
- 1985: Sphinx[2]
- 1988: Mutter Courage
- 1993: unheimliches Nähgerät[2]
- 1999: Aus deutschen Gärten Werkgruppe (Die Fallen), Holz und Draht[2]
- 2006: Jugendstilvase mit Trichterblumen[2]

1966: Gestaltung von 4 Tonreliefs an der Karl-Marx-Oberschule Eberswalde
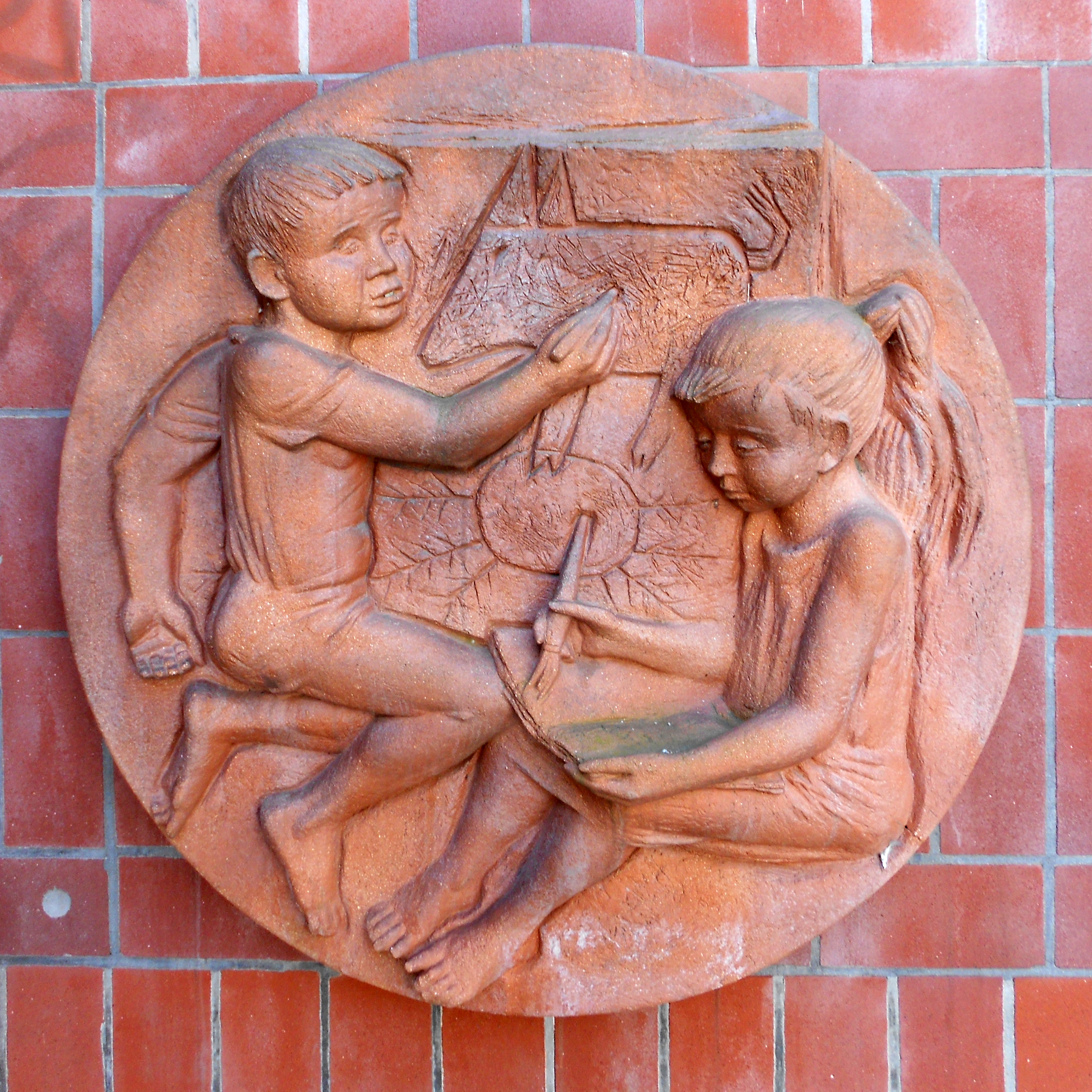
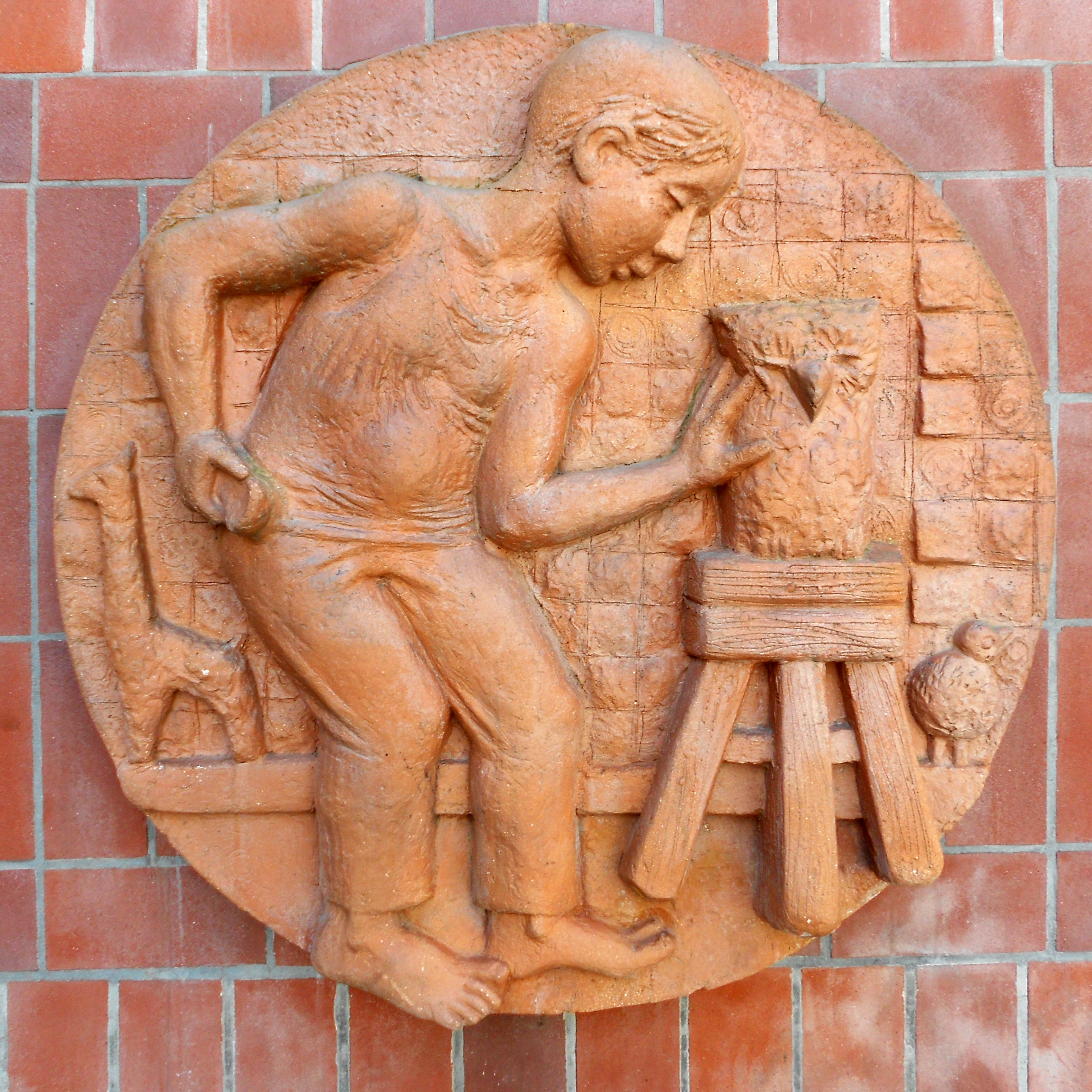
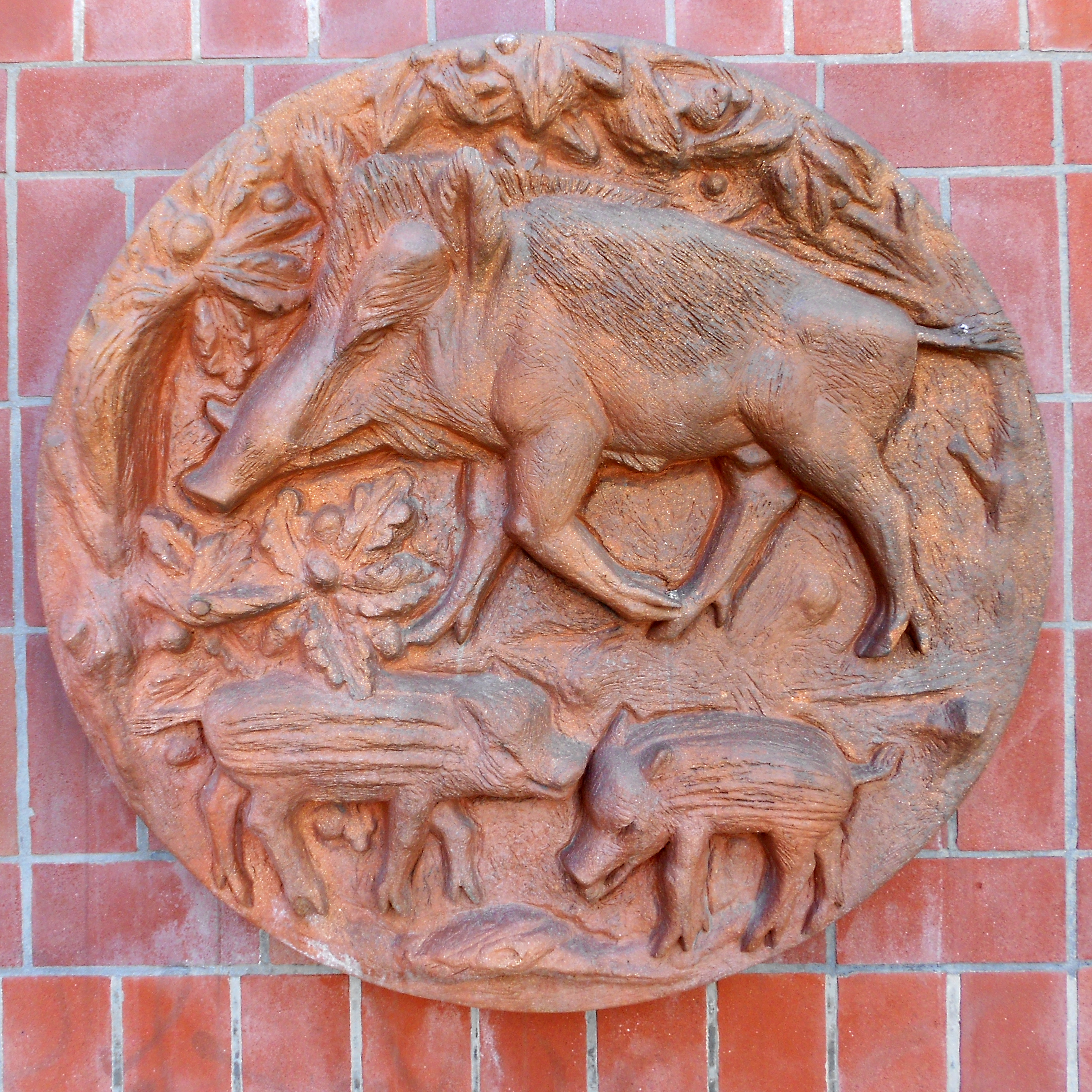
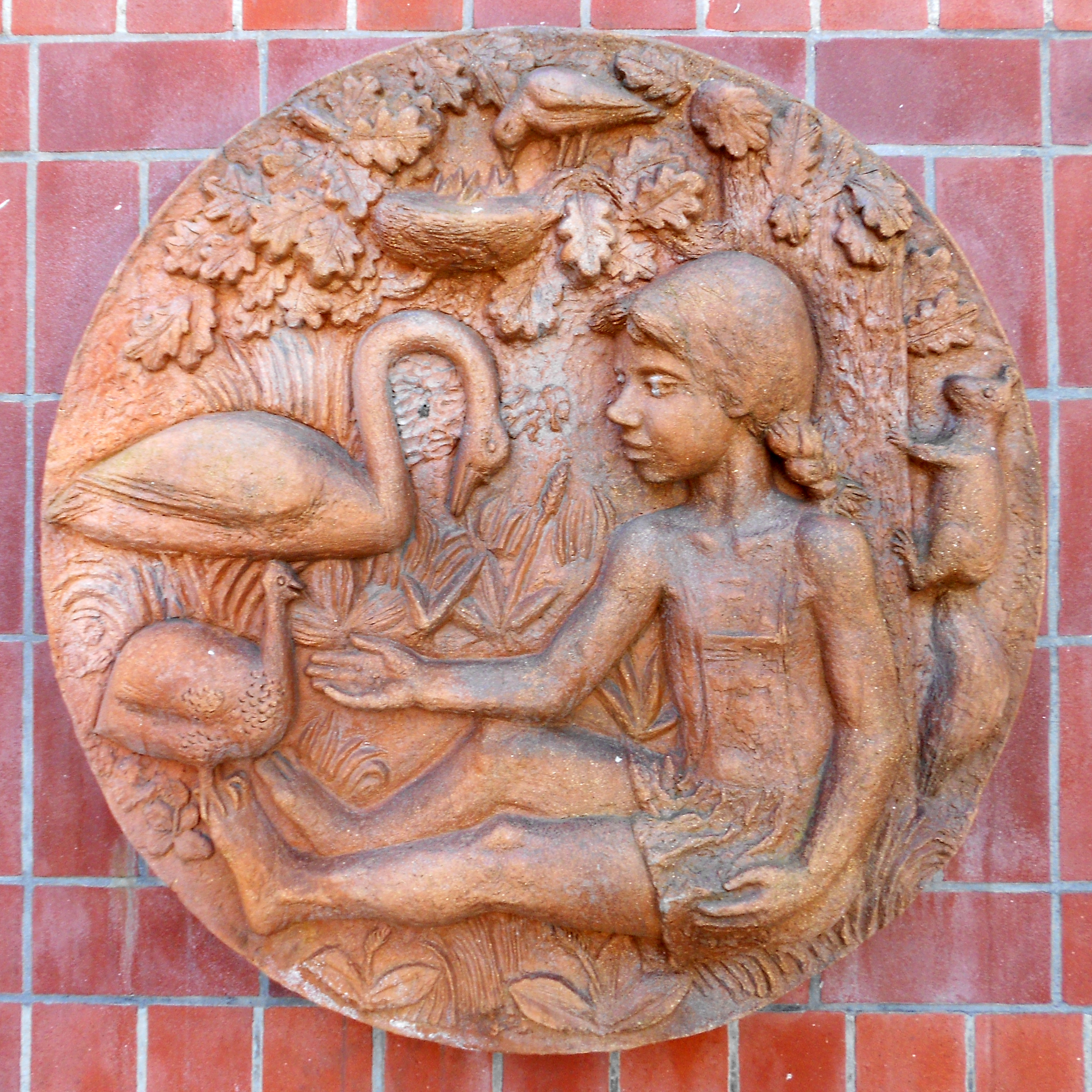

- Das Bezirksamt Pankow organisierte mit Werken von ihm und einigen seiner ehemaligen Studenten im Jahr 2009 eine Ausstellung in der Galerie Parterre.[6]